# Lãi vốn

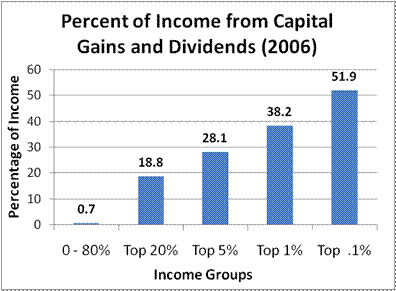
Minh họa về biểu đồ lãi vốn

Lãi vốn hay còn gọi là lợi tức vốn (capital gain) là lợi nhuận thu được từ việc bán một tài sản đã tăng giá trị trong thời gian nắm giữ, tài sản này có thể bao gồm tài sản hữu hình, một doanh nghiệp hoặc tài sản vô hình như cổ phiếu. Đây là là khoản chênh lệch dương giữa giá bán tài sản và giá mua ban đầu. Trong trường hợp giá mua cao hơn giá bán thì nghĩa là lỗ vốn. Lợi nhuận vốn thường được tính thông qua việc lấy giá bán của một tài sản và trừ đi chi phí cơ bản và mọi chi phí phát sinh. Sở Thuế vụ Hoa Kỳ (IRS) định nghĩa lãi hoặc lỗ vốn là “chênh lệch cơ sở giữa tài sản và số tiền thu được từ việc bán tài sản này” .
Lãi vốn là sự gia tăng giá trị của một tài sản vốn (khoản đầu tư hoặc bất động sản) mang lại cho tài sản giá trị cao hơn giá mua ban đầu. Tiền lãi sẽ thu được khi tài sản được bán. Lợi nhuận vốn cũng được định nghĩa thêm là có các dạng ngắn hạn hoặc dài hạn. Lãi vốn ngắn hạn xảy ra khi nắm giữ tài sản cơ sở dưới một năm, trong khi lãi vốn dài hạn diễn ra khi nắm giữ tài sản trên một năm. Ngày sở hữu sẽ được tính từ ngày sau ngày mua tài sản cho đến ngày tài sản được bán. Lợi tức vốn thường phải chịu thuế, trong đó tỷ lệ và mức miễn giảm có thể khác nhau giữa các quốc gia. Lãi về vốn ngắn hạn thường ở chứng khoán nắm giữ trong một năm hoặc ít hơn. Những khoản lãi này được đánh thuế dưới dạng thu nhập thông thường dựa trên tình trạng nộp thuế của từng cá nhân và tổng thu nhập được điều chỉnh. Lãi về vốn dài hạn thường bị đánh thuế ở mức thấp hơn thu nhập thường xuyên. 

## Lịch sử

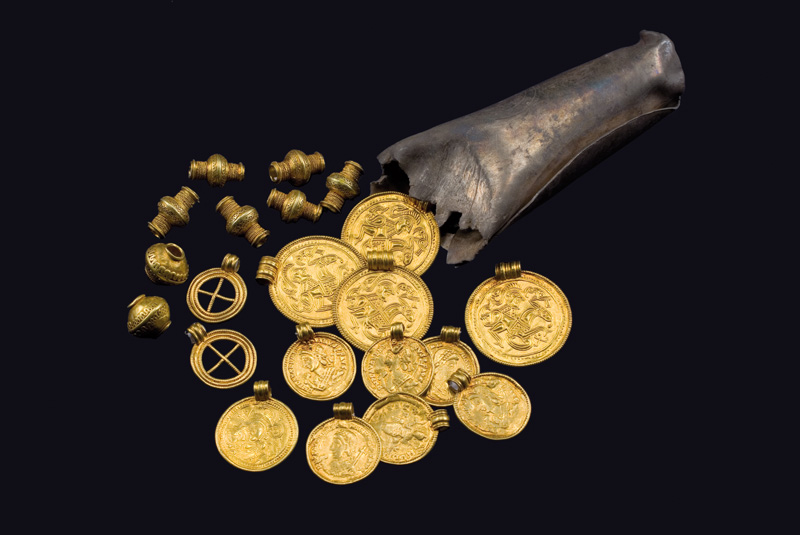
Người Babylon cổ đại đã biết cách làm tài sản vốn sinh lợi

Lịch sử của lãi vốn bắt nguồn từ sự ra đời của hệ thống kinh tế hiện đại và sự phát triển của nó đã được nhiều nhà tư tưởng kinh tế mô tả là phức tạp và đa chiều. Khái niệm lợi tức vốn có thể được coi là so sánh với các khái niệm kinh tế quan trọng khác như lợi nhuận và tỷ suất lợi nhuận, tuy nhiên đặc điểm phân biệt của nó là các cá nhân, không chỉ doanh nghiệp, có thể tích lũy lãi vốn thông qua việc mua và xử lý tài sản hàng ngày. Lịch sử của hình thái lãi vốn trong quá trình phát triển của lịch sử loài người bao gồm những hình thành khái niệm từ tư bản nô lệ trước năm 1865 ở Hoa Kỳ, đến sự phát triển quyền sở hữu ở Pháp vào năm 1789, và thậm chí những bước phát triển khác trước đó rất lâu.
Sự khởi đầu chính thức của việc áp dụng lãi vốn trên thực tế đã diễn ra với sự phát triển của hệ thống tài chính ở Babylon vào khoảng năm 2000 Trước Công nguyên. Hệ thống này đã giới thiệu ra mô hình các kho bạc, nơi cư dân có thể gửi bạc và vàng để bảo quản an toàn, và cũng có thể giao dịch với các thành phần khác trong nền kinh tế. Do đó, điều này cho phép người Babylon tính toán chi phí, giá bán và lợi nhuận, và do đó thu được lợi nhuận từ vốn, sau này, mánh mung đó đã được mô tả chi tiết trong tác phẩm Người giàu có nhất thành Babylon của George Samuel Clason với 5 quy luật của vàng và nguyên tắc phải làm cho vàng sinh lợi: “Mỗi một đồng bạc ví như một tên nô lệ làm việc chăm chỉ, sau đó con, cháu và chắt của chúng cũng làm việc cho bạn, khiến tiền bạc của bạn không ngừng gia tăng, tài sản của bạn ngày càng lớn mạnh”.